# Zé Brasil
Zé Brasil é um livro de autoria do escritor Monteiro Lobato publicado pela primeira vez em 1947. Também publicado em  folhetim no jornal Tribuna Popular.
O livro é construído em forma de diálogo do personagem principal, Zé Brasil com um anônimo. A narração faz referência aos condicionamentos sociais da questão agrária no Brasil, sendo o Zé Brasil um mineiro que sofre com a realidade latifundiária.
Analistas literários argumentam que Zé Brasil é fruto do amadurecimento político de Lobato, pois com Jeca Tatu, o autor ainda era pouco ciente das desigualdades sociais de sua época e atribui ao personagem, Jeca Tatu, características sem observar os contextos sociais condicionantes.
Em fins de 1948 ganha uma segunda edição pela Calvino Filho com ilustração de Candido Portinari.

## Perseguições
Durante o Governo Dutra o livro chegou a ser apreendido em buscas policiais.

### Personagens
- Zé Brasil
- Coronel Tatuíra